# جاستن كيرلاخ
جاستن كيرلاخ (بالألمانية: Justin Gerlach)‏ هو لاعب كرة قدم ألماني، ولد في 2 فبراير 1990 في برلين الغربية في ألمانيا الغربية. لعب مع Hertha BSC II ‏.

## وصلات خارجية
- جاستن كيرلاخ على موقع قاعدة بيانات كرة القدم.إي يو (الإنجليزية)
- جاستن كيرلاخ على موقع Soccerway.com (الإنجليزية)
- جاستن كيرلاخ على موقع عالم كرة القدم.نت (الإنجليزية)